# Lebadea natuna
Lebadea natuna är en fjärilsart som beskrevs av Hans Fruhstorfer 1901. Lebadea natuna ingår i släktet Lebadea och familjen praktfjärilar. Inga underarter finns listade i Catalogue of Life.